# 1999 w filmie
Wydarzenia filmowe w 1999 roku.

## Wydarzenia
- 27 listopada – 4 grudnia, Toruń, VII Międzynarodowy Festiwal Sztuki Autorów Zdjęć Filmowych Camerimage

## Urodzili się
- 15 stycznia – Miray Daner, turecka aktorka
- 11 marca – Wiktoria Gąsiewska, polska aktorka
- 28 maja – Cameron Boyce, amerykański aktor (zm. 2019)
- 10 listopada – Michael Cimino, amerykański aktor

## Zmarli
- 1 stycznia – Stanisław Hadyna, polski kompozytor i scenarzysta (ur. 1919)
- 2 stycznia – Tadeusz Olesiński, polski aktor (ur. 1933)
- 7 marca – Stanley Kubrick, amerykański reżyser (ur. 1928)
- 2 maja – Oliver Reed, brytyjski aktor (ur. 1938)
- 8 maja – Dirk Bogarde, brytyjski aktor (ur. 1921)
- 21 maja – Vanessa Brown, amerykańska aktorka (ur. 1928)
- 11 czerwca – DeForest Kelley, amerykański aktor (ur. 1920)
- 19 czerwca – Mario Soldati, włoski reżyser (ur. 1906)
- 1 lipca – Edward Dmytryk, amerykański reżyser (ur. 1908)
- 1 lipca – Sylvia Sidney, amerykańska aktorka (ur. 1910)
- 2 lipca – Mario Puzo, amerykański scenarzysta (ur. 1920)
- 4 sierpnia – Victor Mature, amerykański aktor (ur. 1913)
- 7 sierpnia – Brion James, amerykański aktor (ur. 1945)
- 7 sierpnia – Helena Kowalczykowa, polska aktorka (ur. 1907)
- 14 września – Charles Crichton, brytyjski reżyser filmowy (ur. 1910)
- 22 września – George C. Scott, amerykański aktor (ur. 1927)
- 11 listopada – Mary Kay Bergman, amerykańska aktorka (ur. 1961)
- 3 grudnia – Madeline Kahn, amerykańska aktorka (ur. 1942)
- 18 grudnia – Robert Bresson, francuski reżyser (ur. 1901)
- 19 grudnia – Desmond Llewelyn, brytyjski aktor (ur. 1914)
- 27 grudnia – Pierre Clémenti, francuski aktor (ur. 1942)

## Premiery

### Polskie
| Data            | Tytuł filmu                                                                         | Kraj              | Reżyseria                        | Obsada                                                                                         |
| --------------- | ----------------------------------------------------------------------------------- | ----------------- | -------------------------------- | ---------------------------------------------------------------------------------------------- |
| 8 stycznia      | Kiler-ów 2-óch                                                                      | Polska            | Juliusz Machulski                | Cezary Pazura, Janusz Rewiński, Jerzy Stuhr, Małgorzata Kożuchowska, Katarzyna Figura          |
| 8 lutego        | Ogniem i mieczem                                                                    | Polska            | Jerzy Hoffman                    | Izabella Scorupco, Michał Żebrowski, Aleksander Domogarow, Krzysztof Kowalewski, Bohdan Stupka |
| 19 lutego       | Dr Jekyll i mr Hyde wg Wytwórni A’YoY                                               | Polska            | Władysław Sikora Jarosław Stypa  | Mirosław Gancarz, Andrzej Piątek, Władysław Sikora, Katarzyna Pakosińska                       |
| 26 marca        | Odlotowe wakacje                                                                    | Polska            | Marek Piestrak                   | Ewa Sałacka, Piotr Gąsowski, Małgorzata Potocka, Marlena Milwiw                                |
| 16 kwietnia     | Amok                                                                                | Polska            | Natalia Koryncka-Gruz            | Mirosław Baka, Rafał Maćkowiak, Magdalena Cielecka, Ewa Gorzelak, Krzysztof Majchrzak          |
| 30 kwietnia     | Poniedziałek                                                                        | Polska            | Witold Adamek                    | Paweł Kukiz, Bolec, Kinga Preis, Michał Gadomski, Tomasz Stańko                                |
| 7 maja          | Operacja Samum                                                                      | Polska            | Władysław Pasikowski             | Marek Kondrat, Bogusław Linda, Olaf Lubaszenko, Radosław Pazura, Anna Korcz                    |
| 18 czerwca      | Ajlawju                                                                             | Polska            | Marek Koterski                   | Cezary Pazura, Katarzyna Figura, Zbigniew Buczkowski, Eugenia Herman                           |
| 18 czerwca      | Wyśnione życie aniołów (La vie rêvée des anges)                                     | Francja           | Érick Zonca                      | Élodie Bouchez, Natacha Régnier, Grégoire Colin, Jo Prestia, Patrick Mercado                   |
| 25 czerwca      | Szkoła uwodzenia (Cruel Intentions)                                                 | Stany Zjednoczone | Roger Kumble                     | Ryan Phillippe, Reese Witherspoon, Selma Blair, Louise Fletcher, Joshua Jackson                |
| 13 sierpnia     | Matrix (The Matrix)                                                                 | /                 | Larry i Andy Wachowski           | Keanu Reeves, Laurence Fishburne, Carrie-Anne Moss, Hugo Weaving, Gloria Foster                |
| 20 sierpnia     | Fuks                                                                                | Polska            | Maciej Dutkiewicz                | Agnieszka Krukówna, Maciej Stuhr, Janusz Gajos, Adam Ferency, Stanisława Celińska              |
| 27 sierpnia     | Notting Hill                                                                        | /                 | Roger Michell                    | Hugh Grant, Richard McCabe, Hugh Bonneville, Rhys Ifans, Julia Roberts                         |
| 3 września      | Bardzo dziki zachód (Wild Wild West)                                                | Stany Zjednoczone | Barry Sonnenfeld                 | Will Smith, Kevin Kline, Kenneth Branagh, Salma Hayek, Ted Levine                              |
| 3 września      | Tydzień z życia mężczyzny                                                           | Polska            | Jerzy Stuhr                      | Jerzy Stuhr, Małgorzata Dobrowolska, Danuta Szaflarska, Ewa Skibińska, Krzysztof Stroiński     |
| 17 września     | Gwiezdne wojny: część I – Mroczne widmo (Star Wars: Episode I – The Phantom Menace) | Stany Zjednoczone | George Lucas                     | Liam Neeson, Ewan McGregor, Natalie Portman, Jake Lloyd, Ian McDiarmid                         |
| 17 września     | Na koniec świata                                                                    | Polska            | Magdalena Łazarkiewicz           | Justyna Steczkowska, Aleksander Domogarow, Joanna Żółkowska, Tadeusz Szymków                   |
| 1 października  | Wszystko o mojej matce (Todo sobre mi madre)                                        | /                 | Pedro Almodóvar                  | Cecilia Roth, Marisa Paredes, Candela Peña, Antonia San Juan, Penélope Cruz                    |
| 8 października  | O dwóch takich, co nic nie ukradli                                                  | Polska            | Łukasz Wylężałek                 | Witold Dębicki, Grzegorz Warchoł, Krzysztof Zaleski, Anna Samusionek, Paweł Burczyk            |
| 22 października | Egzekutor                                                                           | Polska            | Filip Zylber                     | Rafał Mohr, Janusz Gajos, Jan Frycz, Jerzy Nowak, Danuta Szaflarska                            |
| 22 października | Pan Tadeusz                                                                         | /                 | Andrzej Wajda                    | Bogusław Linda, Daniel Olbrychski, Grażyna Szapołowska, Andrzej Seweryn, Marek Kondrat         |
| 1 listopada     | Skok                                                                                | Polska            | Piotr Starzak                    | Jakub Snochowski, Adam Kamień, Andrzej Andrzejewski, Ewa Gorzelak                              |
| 5 listopada     | Trzynasty wojownik (The 13th Warrior)                                               | Stany Zjednoczone | Michael Crichton, John McTiernan | Antonio Banderas, Diane Venora, Dennis Storhøi, Vladimir Kulich, Omar Sharif                   |
| 5 listopada     | Wojaczek                                                                            | Polska            | Lech J. Majewski                 | Krzysztof Siwczyk, Dominika Ostałowska, Andrzej Mastalerz, Elżbieta Okupska                    |
| 12 listopada    | Królowa aniołów                                                                     | Polska            | Mariusz Grzegorzek               | Gabriela Muskała, Mariusz Jakus, Zofia Rysiówna, Dorota Pomykała                               |
| 19 listopada    | Cała ona (She’s All That)                                                           | Stany Zjednoczone | Robert Iscove                    | Freddie Prinze Jr., Rachael Leigh Cook, Matthew Lillard, Paul Walker, Jodi Lyn O’Keefe         |
| 19 listopada    | Dług                                                                                | Polska            | Krzysztof Krauze                 | Robert Gonera, Jacek Borcuch, Andrzej Chyra, Cezary Kosiński, Joanna Szurmiej                  |
| 26 listopada    | Oczy szeroko zamknięte (Eyes Wide Shut)                                             | /                 | Stanley Kubrick                  | Tom Cruise, Nicole Kidman, Madison Eginton, Jackie Sawiris, Sydney Pollack                     |
| 7 grudnia       | Zabij ich wszystkich                                                                | Polska            | Przemysław Wojcieszek            | Sylwia Juszczak, Wojciech Czarny, Jakub Papuga, Paweł Mroziński, Robert Gonera                 |
| 10 grudnia      | Herbatka z Mussolinim (Tea with Mussolini)                                          | /                 | Franco Zeffirelli                | Cher, Judi Dench, Joan Plowright, Maggie Smith, Lily Tomlin                                    |

### Zagraniczne
| Data         | Tytuł filmu                                                                         | Kraj              | Reżyseria                               | Obsada                                                                                            |
| ------------ | ----------------------------------------------------------------------------------- | ----------------- | --------------------------------------- | ------------------------------------------------------------------------------------------------- |
| 29 stycznia  | Cała ona (She’s All That)                                                           | Stany Zjednoczone | Robert Iscove                           | Freddie Prinze Jr., Rachael Leigh Cook, Matthew Lillard, Paul Walker, Jodi Lyn O’Keefe            |
| 6 lutego     | Szymon Mag (Simon mágus)                                                            | /                 | Ildikó Enyedi                           | Péter Andorai, Julie Delarme, Péter Halász, Hubert Koundé, Mari Nagy                              |
| 5 marca      | Szkoła uwodzenia (Cruel Intentions)                                                 | Stany Zjednoczone | Roger Kumble                            | Ryan Phillippe, Reese Witherspoon, Selma Blair, Louise Fletcher, Joshua Jackson                   |
| 26 marca     | Herbatka z Mussolinim (Tea with Mussolini)                                          | /                 | Franco Zeffirelli                       | Cher, Judi Dench, Joan Plowright, Maggie Smith, Lily Tomlin                                       |
| 31 marca     | Matrix (The Matrix)                                                                 | /                 | Larry i Andy Wachowski                  | Keanu Reeves, Laurence Fishburne, Carrie-Anne Moss, Hugo Weaving, Gloria Foster                   |
| 8 kwietnia   | Wszystko o mojej matce (Todo sobre mi madre)                                        | /                 | Pedro Almodóvar                         | Cecilia Roth, Marisa Paredes, Candela Peña, Antonia San Juan, Penélope Cruz                       |
| 13 maja      | Notting Hill                                                                        | /                 | Roger Michell                           | Hugh Grant, Richard McCabe, Hugh Bonneville, Rhys Ifans, Julia Roberts                            |
| 19 maja      | Gwiezdne wojny: część I – Mroczne widmo (Star Wars: Episode I – The Phantom Menace) | Stany Zjednoczone | George Lucas                            | Liam Neeson, Ewan McGregor, Natalie Portman, Jake Lloyd, Ian McDiarmid                            |
| 21 maja      | Dogma                                                                               | Stany Zjednoczone | Kevin Smith                             | Ben Affleck, Matt Damon, Linda Fiorentino, George Carlin, Jason Mewes                             |
| 25 czerwca   | Trzynasty wojownik (The 13th Warrior)                                               | Stany Zjednoczone | Michael Crichton, John McTiernan        | Antonio Banderas, Diane Venora, Dennis Storhøi, Vladimir Kulich, Omar Sharif                      |
| 30 czerwca   | Bardzo dziki zachód (Wild Wild West)                                                | Stany Zjednoczone | Barry Sonnenfeld                        | Will Smith, Kevin Kline, Kenneth Branagh, Salma Hayek, Ted Levine                                 |
| 9 lipca      | American Pie, czyli dowCipna sprawa (American Pie)                                  | Stany Zjednoczone | Paul Weitz                              | Jason Biggs, Chris Klein, Thomas Ian Nicholas, Alyson Hannigan, Shannon Elizabeth                 |
| 13 lipca     | Oczy szeroko zamknięte (Eyes Wide Shut)                                             | /                 | Stanley Kubrick                         | Tom Cruise, Nicole Kidman, Madison Eginton, Jackie Sawiris, Sydney Pollack                        |
| 2 sierpnia   | Szósty zmysł (The Sixth Sense)                                                      | Stany Zjednoczone | M. Night Shyamalan                      | Bruce Willis, Toni Collette, Olivia Williams, Haley Joel Osment, Donnie Wahlberg                  |
| 1 września   | Wschód – Zachód (Est – Ouest)                                                       | /                 | Régis Wargnier                          | Oleg Mieńszykow, Sandrine Bonnaire, Catherine Deneuve, Siergiej Bodrow                            |
| 2 września   | Być jak John Malkovich (Being John Malkovich)                                       | Stany Zjednoczone | Spike Jonze                             | John Malkovich, John Cusack, Cameron Diaz, Catherine Keener, Orson Bean                           |
| 8 września   | American Beauty                                                                     | Stany Zjednoczone | Sam Mendes                              | Kevin Spacey, Annette Bening, Thora Birch, Wes Bentley, Mena Suvari                               |
| 24 września  | Generał (The General)                                                               | /                 | John Boorman                            | Brendan Gleeson, Adrian Dunbar, Sean McGinley, Maria Doyle Kennedy, Jon Voight                    |
| 8 listopada  | Świat to za mało (The World Is Not Enough)                                          | /                 | Michael Apted                           | Pierce Brosnan, Sophie Marceau, Denise Richards, Robert Carlyle, Judi Dench                       |
| 13 listopada | Toy Story 2                                                                         | Stany Zjednoczone | Ash Brannon, John Lasseter, Lee Unkrich | Tom Hanks (głos), Tim Allen (głos), Joan Cusack (głos), Kelsey Grammer (głos), Don Rickles (głos) |
| 6 grudnia    | Zielona mila (The Green Mile)                                                       | Stany Zjednoczone | Frank Darabont                          | Tom Hanks, David Morse, Bonnie Hunt, Michael Clarke Duncan, James Cromwell                        |
| 8 grudnia    | Przerwana lekcja muzyki (Girl, Interrupted)                                         | /                 | James Mangold                           | Winona Ryder, Angelina Jolie, Clea DuVall, Brittany Murphy, Elisabeth Moss                        |

## Nagrody filmowe
- Oskary
  - Najlepszy film – American Beauty
  - Najlepszy aktor – Kevin Spacey za American Beauty
  - Najlepsza aktorka – Hilary Swank
  - Wszystkie kategorie: 72. ceremonia wręczenia Oscarów
- Festiwal w Cannes
  - Złota Palma: Luc Dardenne i Jean-Pierre Dardenne – Rosetta
- Festiwal w Berlinie
  - Złoty Niedźwiedź: Terrence Malick – Cienka czerwona linia (The Thin Red Line)
- Festiwal w Wenecji
  - Złoty Lew: Zhang Yimou – Wszyscy albo nikt (Yi ge dou bu neng shao)
- XXIV Festiwal Polskich Filmów Fabularnych
  - Złote Lwy: Dług – reż. Krzysztof Krauze
- VII. Międzynarodowy Festiwal Sztuki Autorów Zdjęć Filmowych Camerimage, 27 listopada – 4 grudnia, Toruń
  - Złota Żaba: Remi Adefarasin za zdjęcia do filmu Elizabeth
  - Srebrna Żaba: Junichi Fujisawa za zdjęcia do filmu Hakuchi
  - Brązowa Żaba: Timo Salminen za zdjęcia do filmu Juha